# クリア (古代ローマ)
クリア（ラテン語: curiae、英語: curia、民団）は、古代ローマにおける市民団区分の一つ。男子集会所（メンズハウス）に起源を持つ、きわめて古い社会団体の遺制と考えられる。

## 概説
王政ローマ建国時、ロームルスはまず市民の最小単位として30のクリアを作り、10のクリアで1つのトリブスとした。各クリアでは世話役としてのクリア長（curio）と祭司長（flamen curialis）を定め、市民の遺言や養子縁組を世話しており、それはつまり市民への加入を監督していたとも考えられ、軍事単位としても機能していた。
こうした市民単位は古代ギリシアでも見られ、フラトリア（兄弟団）と似ているとされるが、クリアの方が単なる行政単位としての性格が強い。このクリアを単位とするクリア民会では、王の指揮権を追認した。
古伝によれば、都市ローマはティティエス、ラムネス、ルケレスの3つのトリブスからなり、各トリブスは10のクリアに、各クリアは10のゲンス（氏族）に区分されていた。クリアは元来徴兵機関を提供したと考えられ、防衛団体への加入と土地所有に対する監督役を持ち、最高政務官（magistratus）への軍事職務の委託（インペリウム）を承認した。クリアはすべて共通の公共祭祀を持つ国家的制度であったが、ゲンスはそれぞれ別の祭儀および守護神を持つ、国家外的な組織であった。
クリアからなる初期のトリブスは血縁的な性格が強かったが、6代目セルウィウス・トゥッリウス王によってトリブスはより地縁的な4つの都市トリブスに再編され、ケントゥリアが定められ、ローマは市民の拡大に対応できる体制となった。